# Frederick Sheffield
Frederick "Fred" Sheffield (ur. 26 lutego 1902 w Nowym Jorku, zm. 8 maja 1971 tamże) – amerykański wioślarz, złoty medalista olimpijski.
Wystąpił na igrzyskach olimpijskich w Paryżu w 1924, gdzie reprezentanci Stanów Zjednoczonych w składzie: Leonard Carpenter, Howard Kingsbury, Alfred Lindley, John Miller, James Rockefeller, Frederick Sheffield, Benjamin Spock, Alfred Wilson i Laurence Stoddard (sternik) zdobyli złoty medal w ósemkach. W finale o ponad 15 sekund wyprzedzili drugich na mecie Kanadyjczyków. Był to jego jedyny start olimpijski.
Kształcił się na Uniwersytecie Yale, kończąc Yale Law School w 1927. Prowadził praktykę prawniczą w Nowym Jorku.